# ساغموساوانک
ساغموساوانک (به ارمنی: Սաղմոսավանք) یک صومعه حواری ارمنی واقع در استان آراگاتسوتن، ارمنستان می‌باشد. ساخت و ساز این ساختمان ۱۲۲۱ به پایان رسید. معمار این بنا وارداپت آیغباریک (Vardapet Aighbairik) است که این بنا را به سبک معماری ارمنی طراحی کرده‌است.

## نگارخانه

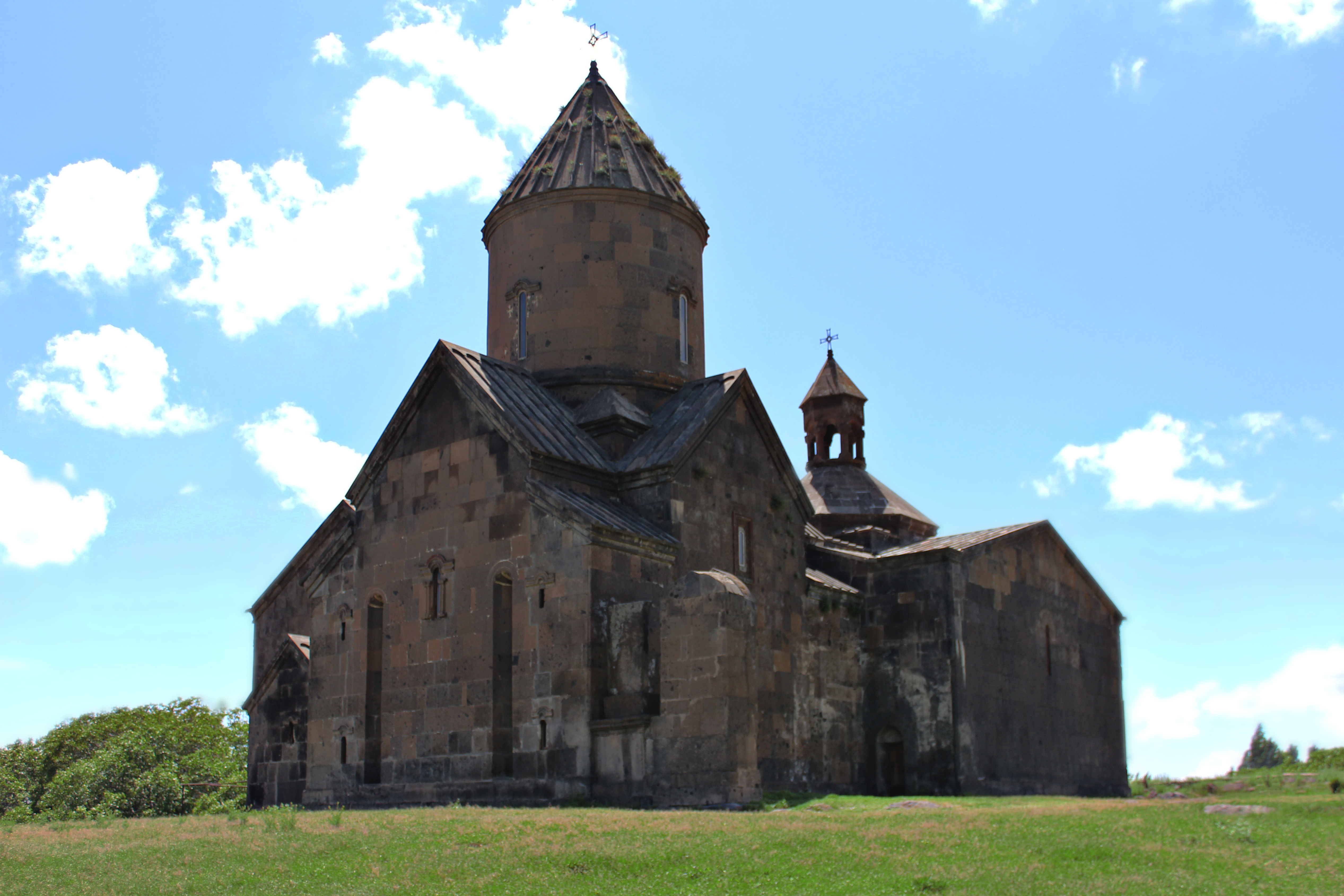
نمای کلی از صومعه.
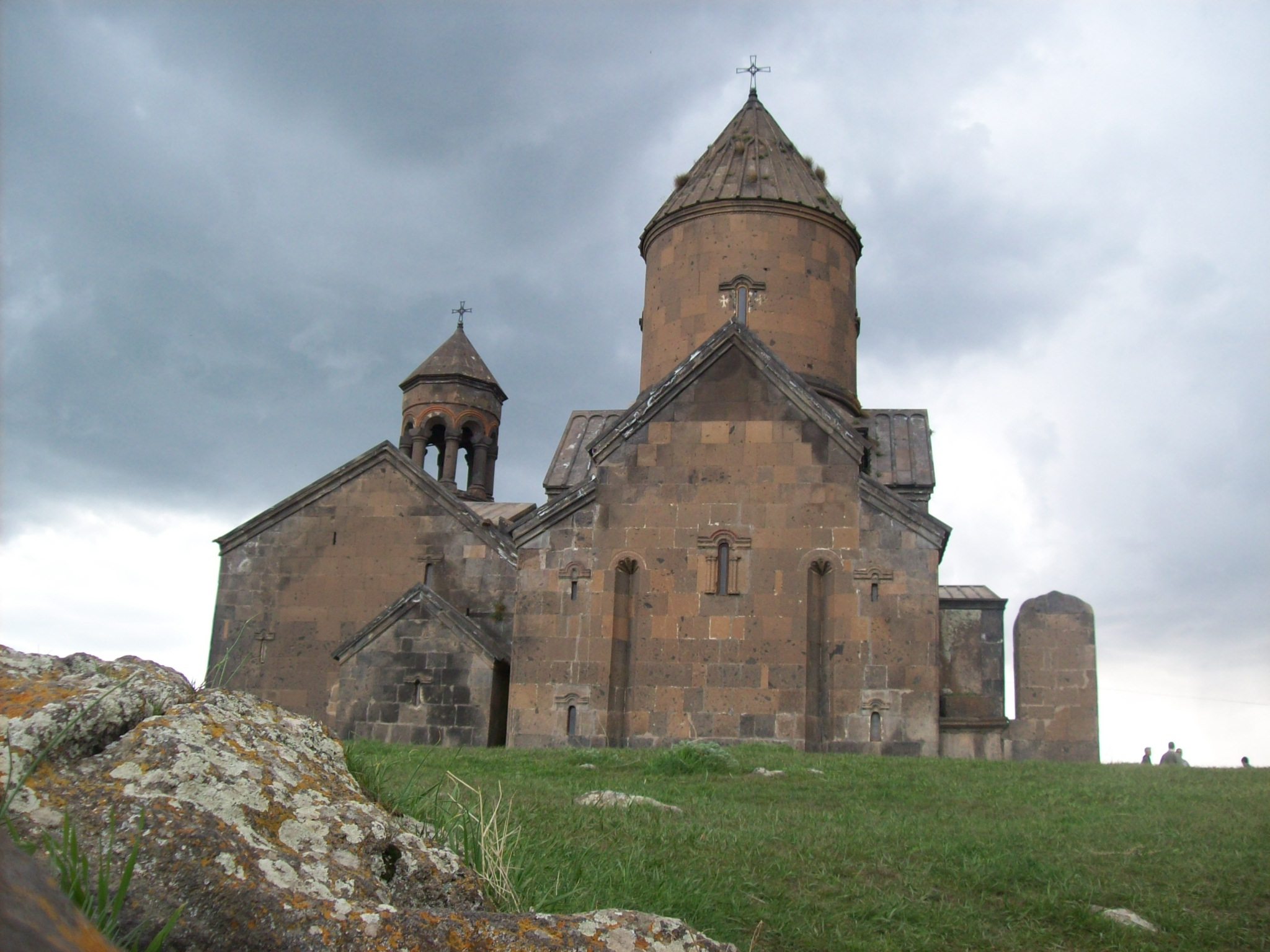
نمای پشتی
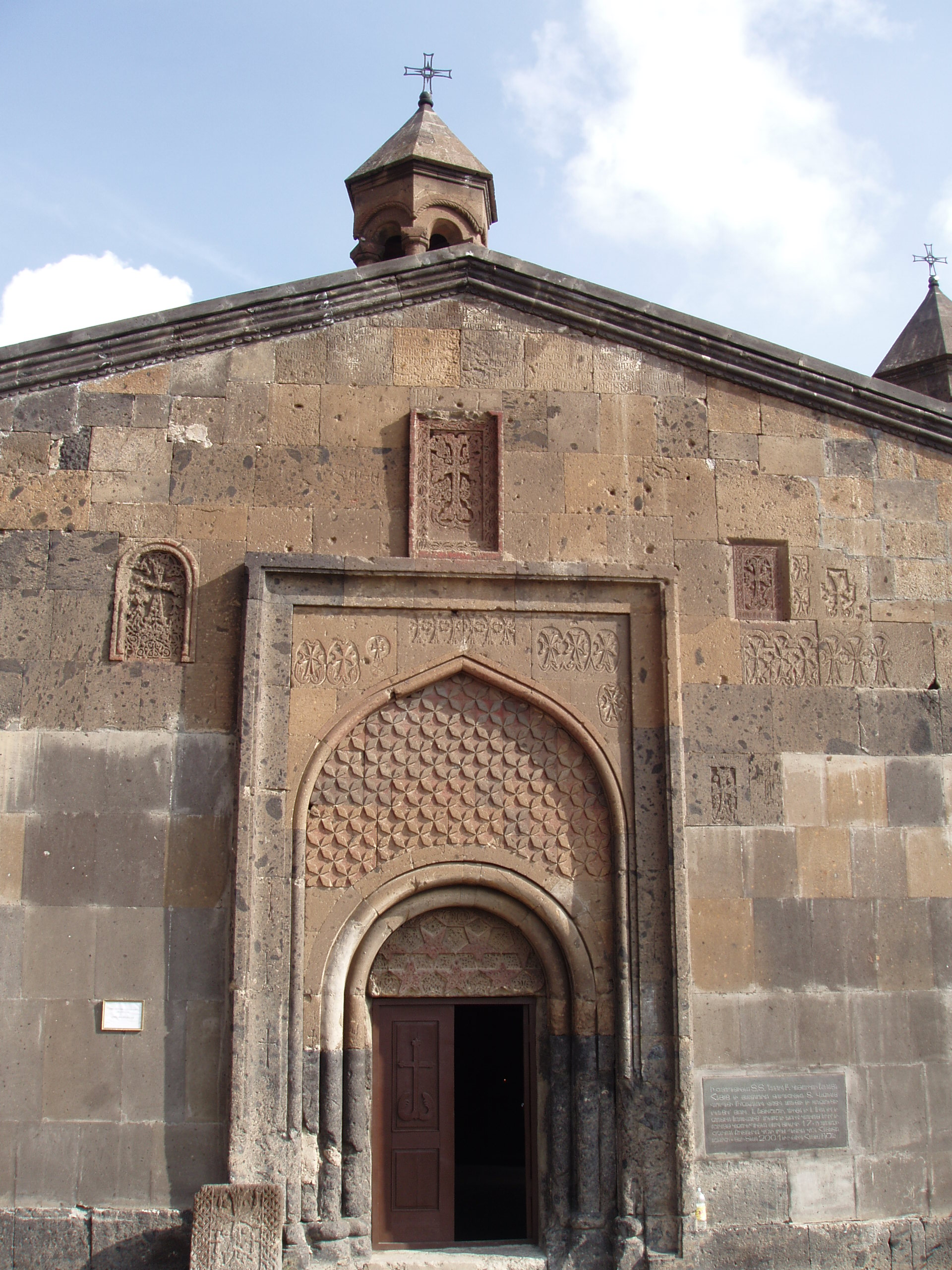
نمایی از در ورودی
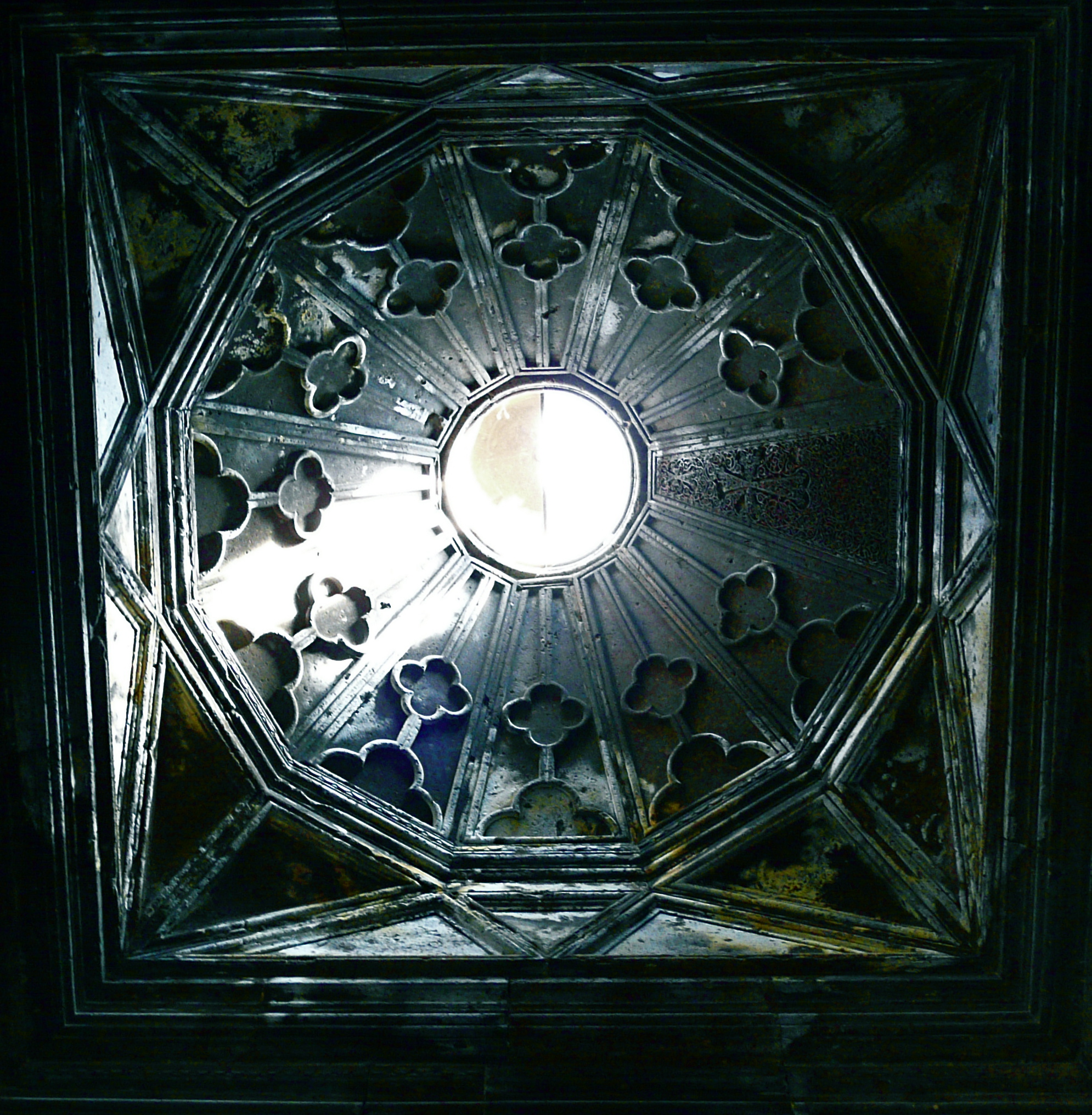
گنبد بالای در ورودی
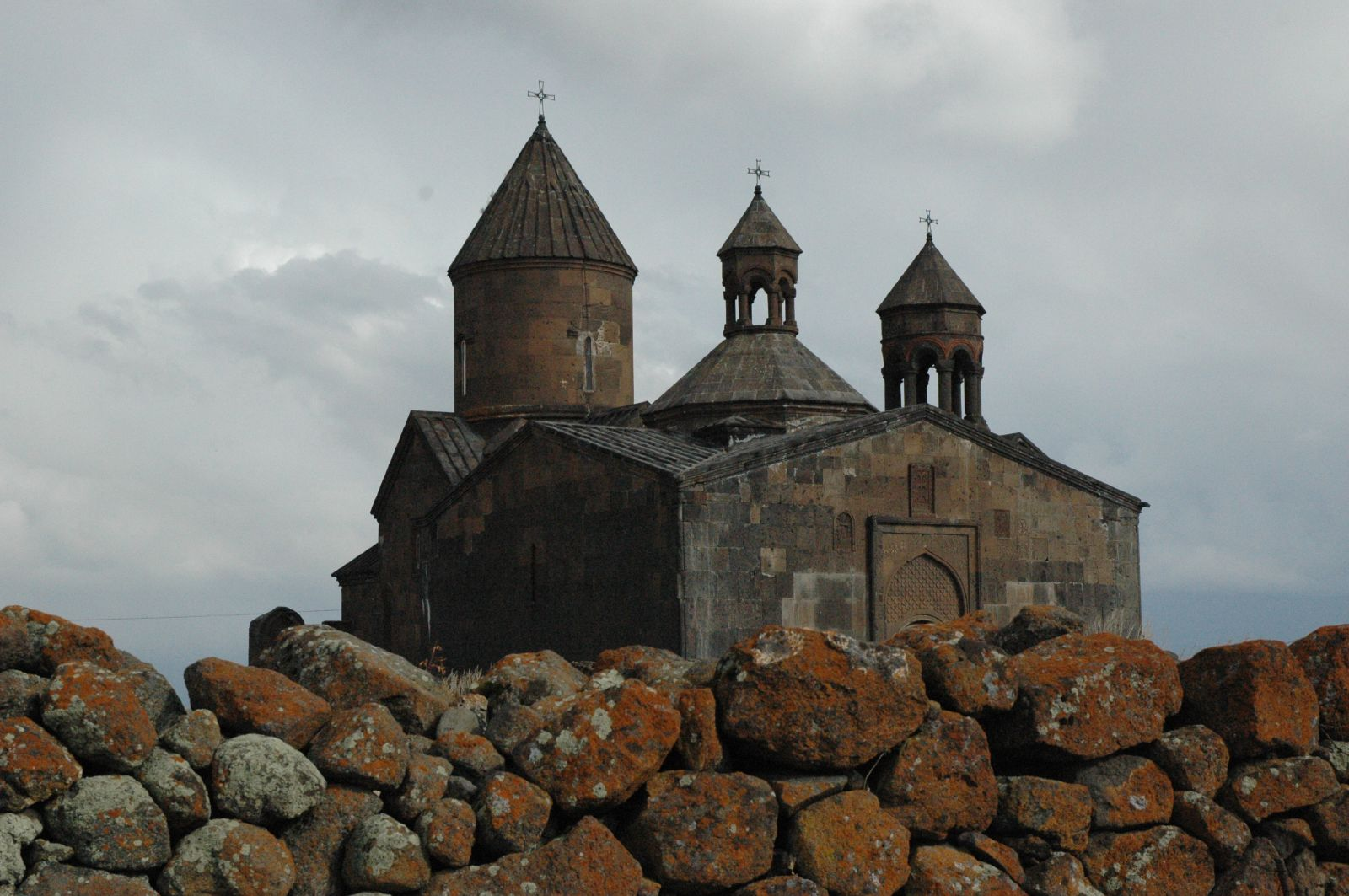
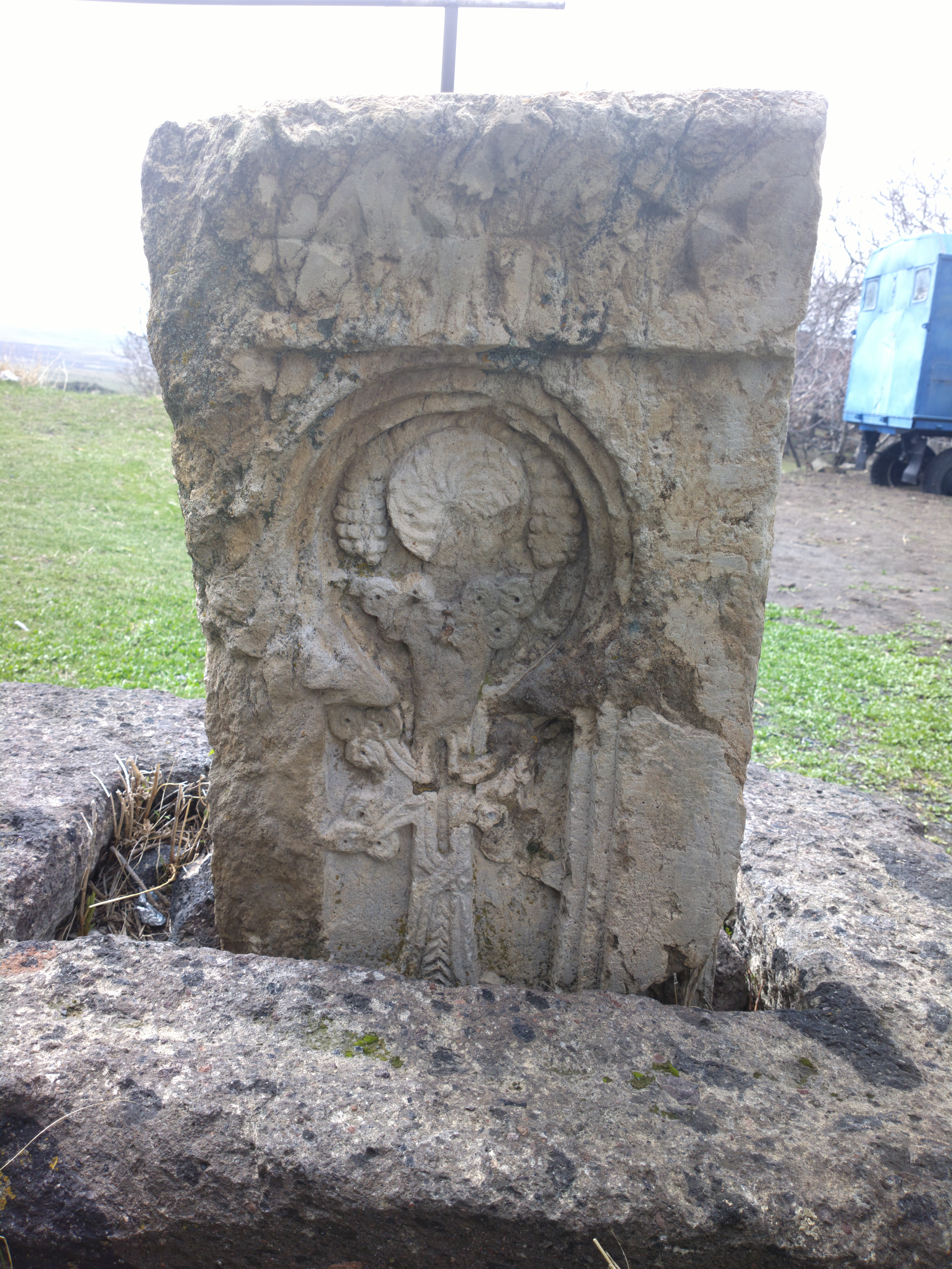
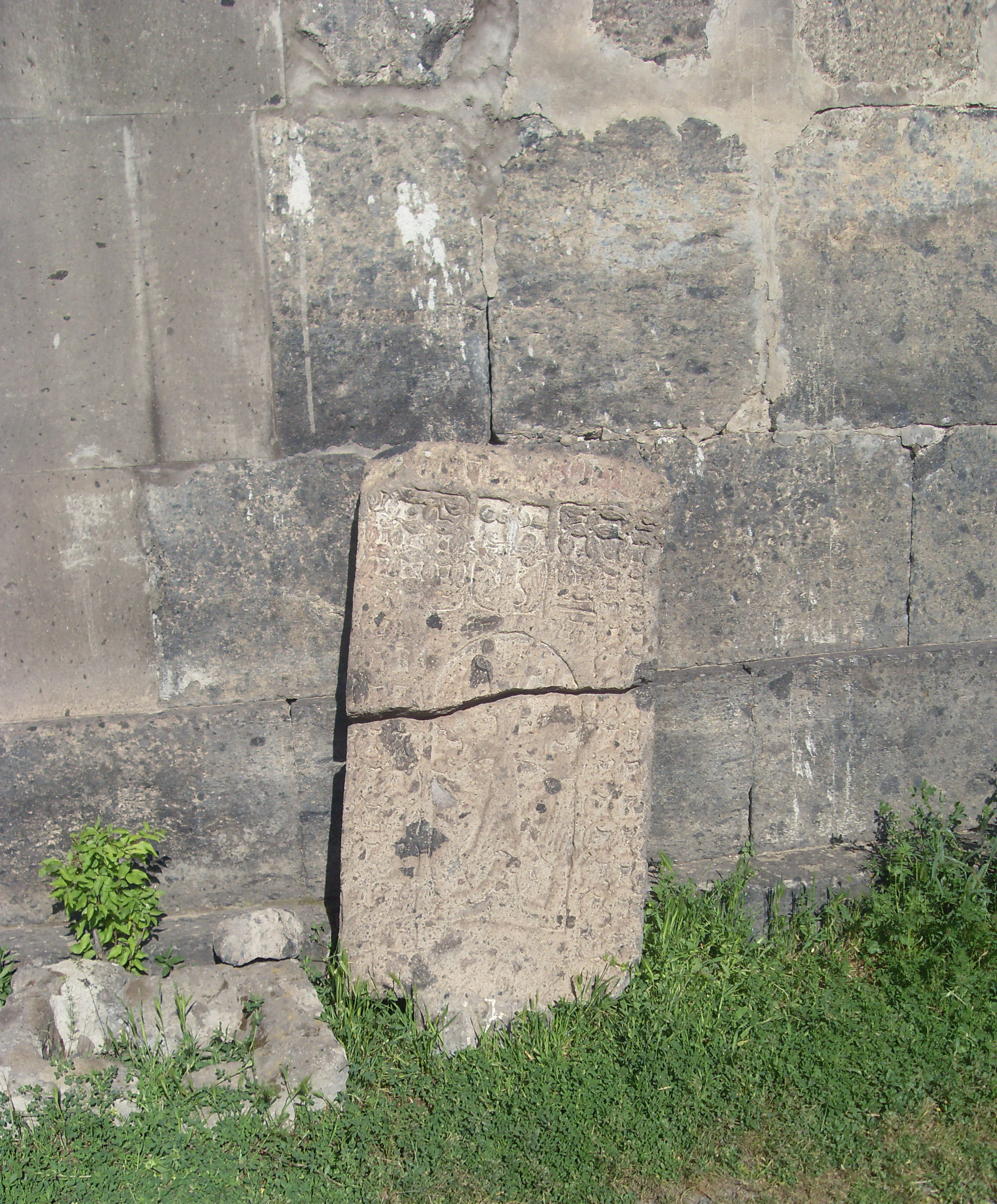
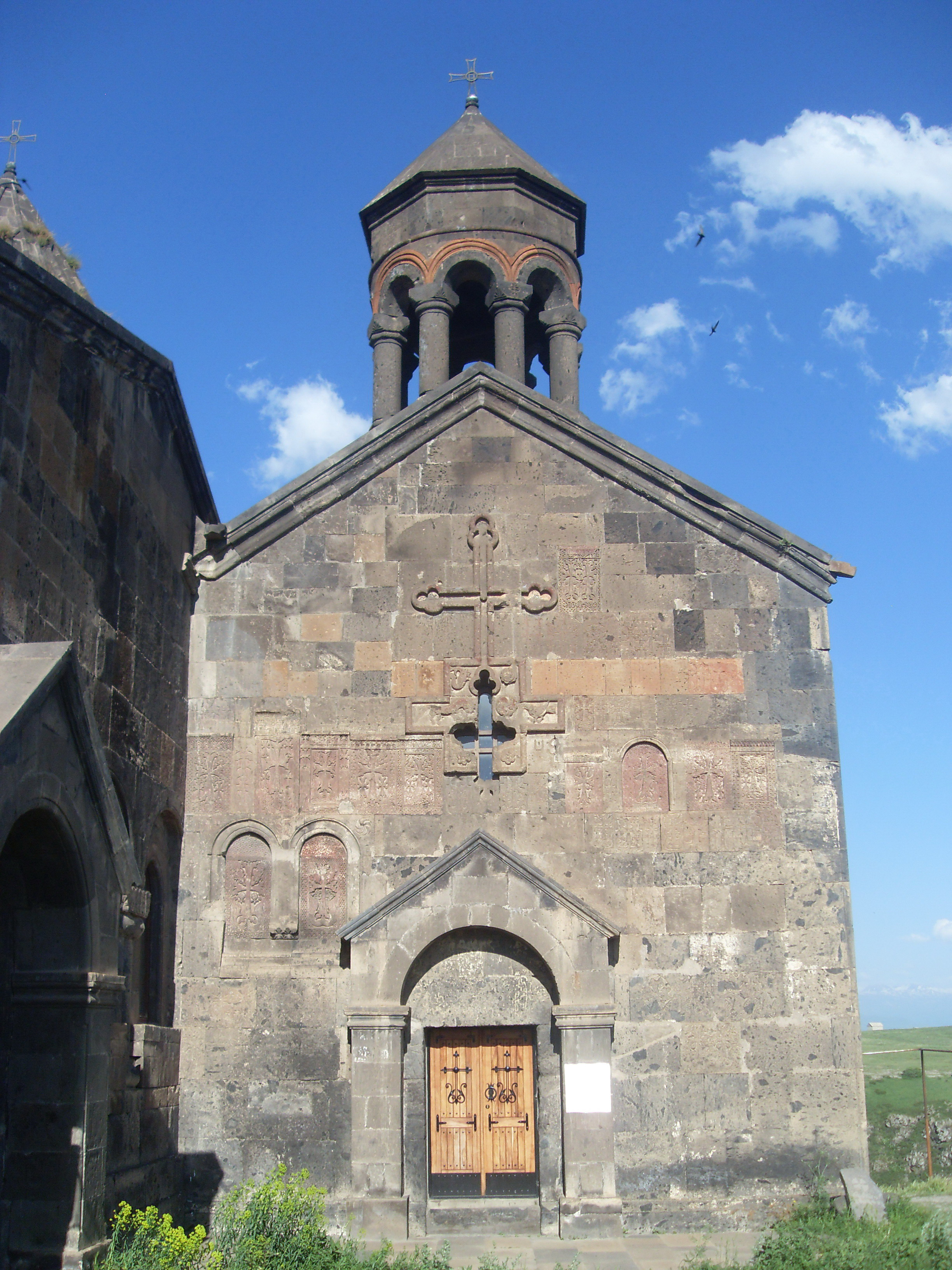
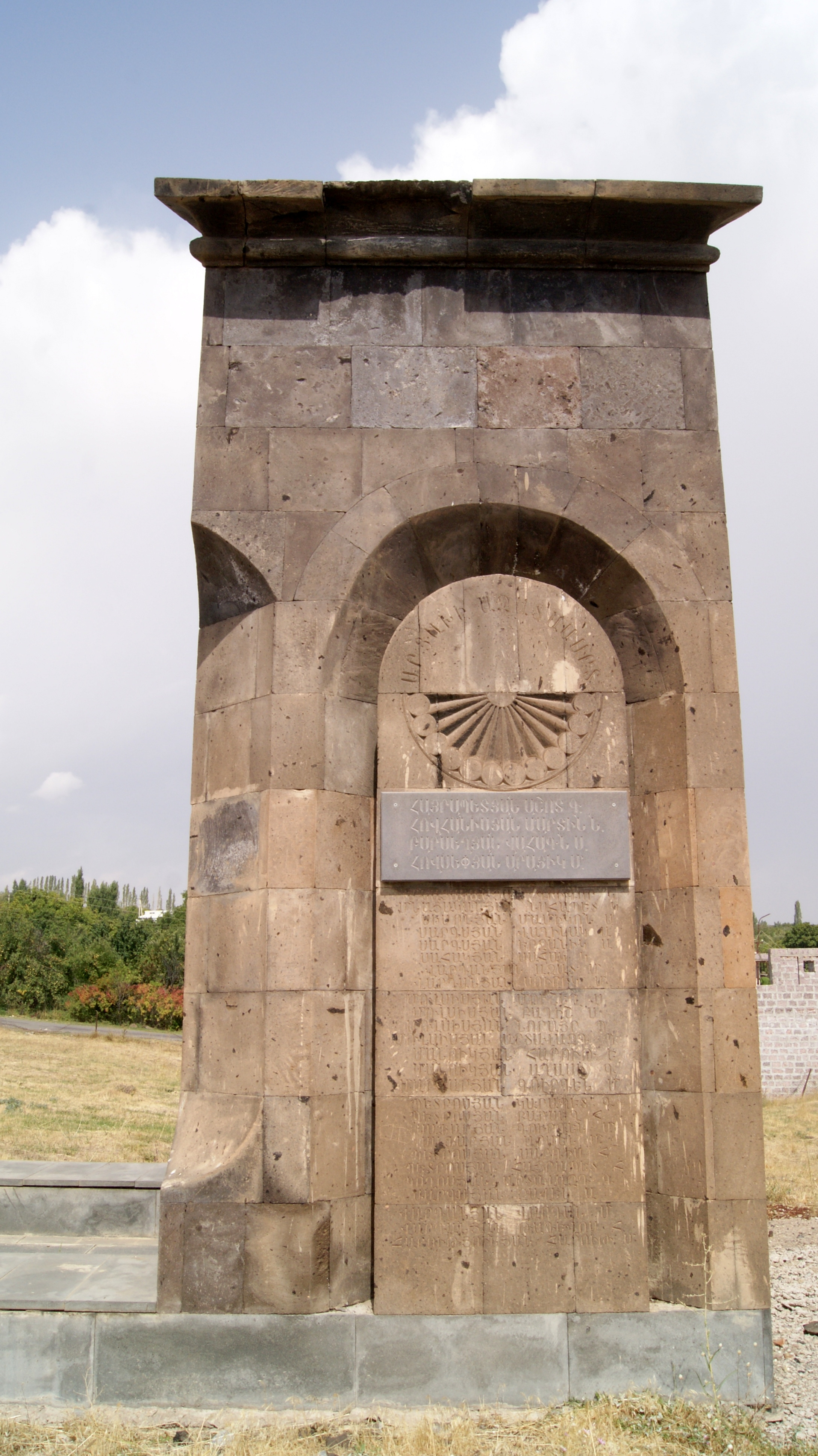